# Contea di Kearney
La contea di Kearney (in inglese Kearney County) è una contea dello Stato del Nebraska, negli Stati Uniti. La popolazione al censimento del 2000 era di 6 882 abitanti. Il capoluogo di contea è Minden.